# Tűzgyújtó (film, 1984)
A Tűzgyújtó, más címen A gyújtogató (eredeti cím: Firestarter) 1984-ben készült amerikai film, Stephen King azonos című regénye alapján. A filmet Mark L. Lester rendezte, és a főbb szerepekben Drew Barrymore, David Keith, George C. Scott és Martin Sheen látható. A film zenéjét a Tangerine Dream zenekar szerezte, akik az akkori elektronikus zene egyik legismertebb képviselői voltak.

## Szereplők
| Szereplő              | Színész          | Magyar szinkron       |
| --------------------- | ---------------- | --------------------- |
| Andrew McGee          | David Keith      | Bede-Fazekas Szabolcs |
| Charlie McGee         | Drew Barrymore   | Talmács Márta         |
| Dr. Joseph Wanless    | Freddie Jones    | Forgács Gábor         |
| Vicky Tomlinson McGee | Heather Locklear | Biró Anikó            |
| Hollister kapitány    | Martin Sheen     | Forgács Péter         |
| John Rainbird         | George C. Scott  | Gruber Hugó           |
| Irv Manders           | Art Carney       | Dobránszky Zoltán     |
| Norma Manders         | Louise Fletcher  | Menszátor Magdolna    |
| Dr. Pynchot           | Moses Gunn       | Varga T. József       |
| Taxisofőr             | Antonio Fargas   |                       |
| Orville Jamieson      | Drew Snyder      |                       |
| Bates                 | Curtis Credel    |                       |
| Mayo                  | Keith Colbert    |                       |
| Knowles               | Dick Warlock     |                       |
| Steinowitz            | Jeff Ramsey      |                       |

## Cselekmény
|  | Alább a cselekmény részletei következnek! |

Andyt és a kislányát, Charliet a Műhely nevű titkos szervezetnek a tagjai üldözik. Beugranak egy taxiba, s Andy közli a taxissal, hogy vigye őket a reptérre. A sofőr azonban előbb a pénzt kéri. Andynál csak egy egydolláros van, de van egy különleges képessége: ha belenéz az emberek szemébe, bármit el tud velük hitetni. Így elhiteti a taxisofőrrel, hogy az egydolláros egy 500 dolláros. A taxiban visszaemlékezik a korábbi eseményekre, amikor a feleségével először találkozott. Gyógyszerkísérletben, egy bizonyos 6-os keverék kifejlesztésében vettek részt tesztalanyként, amit Dr. Wanless irányított.

A szer hatására többen hallucinálni kezdenek, míg Andynak sikerül a gondolataival úgy kommunikálnia, hogy közben a szájával nem beszél. Mikor a reptérre érnek, pénzt kell szerezniük a jegyre, ezért az egyik telefonfülkéből Andy agyhullámai segítségével pénzt szed ki. Charlie eközben egy férfira és egy nőre lesz figyelmes, akik veszekednek. A férfi nem akarja feleségül venni a terhes nőt. Charlie, ha mérges, tudtán kívül tüzet gyújt a gondolatával. A harag eluralkodik rajta, és felgyújtja a férfi csizmáját. Apjával elmenekülnek a helyszínről. Estére szállást keresnek egy motelben. Andy álmában megint visszaemlékezik a múltra, amikor még Charlie kisebb volt, és véletlenül az anyja kesztyűjét is felgyújtotta. Később a feleségét holtan találta az otthonukban, akit a Műhely tagjai öltek meg. A kislányát kezdi keresni, akit épp egy kocsiba akarnak berakni a műhely tagjai. Andy  meghipnotizálja és a gondolataival megvakítja őket. Eközben a műhelyben Hollister kapitány, Dr. Wanless és Rainbird találkoznak. Wanless szerint a legnagyobb veszélyt Charlie jelenti az országra. Szerinte Andy egyre kevésbé tudja kontrollálni Charliet. Wanless állítása szerint Charlie lesz a legerősebb ember a Földön, aki képes lesz nukleáris balesetet előidézni az akaraterejével. Hollister és Rainbird elgondolkozik ezen. Andyék másnap továbbállnak, autóstoppal mennek tovább. Irv, egy helyi farmer veszi fel őket a kocsijába, és elviszi a farmjára őket. Irv rájön, hogy Andyék nem az igazi nevüket mondták meg, de Andy elmeséli neki, hogy miért és kiktől is menekülnek valójában. Charliet vizsgálgatni akarják, és kísérletekhez akarják felhasználni. Charlie megérzi, hogy a Műhely tagjai úton vannak feléjük. 

Rainbird és Hollister

Mikor megérkeznek a Műhely tagjai, Irv kiáll Andyék mellett. Mivel a Műhely tagjai nem akarnak elmenni, Charlie meggyújtja őket, és a vezetőjüket halálra égeti. Irv megsérül a lövöldözésben, de odaadja Andyéknak a Jeepjét, hogy azzal meneküljenek. Elmennek Andy apjának a házához. Másnap Rainbird megöli az ágyában Wanlesst. A Műhely tagjai mindenhol ott vannak, jelentik, hogy hol vannak Andyék, és hogy postára adtak valamit. Rainbird elindul, hogy elkapja őket, de először a postással végez, hogy a kocsijából kivegye a levelet. Ezután elmegy ahhoz a tóparti kis házhoz, ahol megbújtak Andyék. Altatópuskával lelövi Charliet és Andyt,  majd elrabolja őket. Andy a Műhely egyik szobájában ébred begyógyszerezve. Dr. Pynchot kezeli Andyt. Hollister megkéri Charliet, hogy működjön együtt velük, de Charlie csak az apukáját akarja. Pynchot és Hollister babákat visz Charlienak, azt remélve, úgy majd együttműködik velük. Rainbird Johnnak, egy takarítónak adja ki magát, hogy így férkőzzön Charlie bizalmába. Andyt megzsarolják: ha látni szeretné a lányát, működjön együtt velük. Ezért Andy úgy dönt, részt vesz a kísérletekben. Azt vizsgálják rajta, hogy begyógyszerezve is képes-e használni különös képességét. Charlienak feltűnik, hogy Rainbird, aki Johnnak adta ki magát a kislány előtt, egyre sűrűbben jár hozzá takarítani, de nem gyanakszik rá, és összebarátkozik vele. Egyik este vihar tör ki. Charlie és John aki fél a sötétben együtt vannak a szobában. John Charlienak elmeséli, hogy azóta fél mióta a Vietcong elkapta, és bezárta őt egy sötét verembe. Megígéri Charlienak, hogy ha ír levelet az apjának, akkor majd ő bejuttatja hozzá. Charlie nagyon örül neki, és bizalmába fogadja Johnt. Másnap Charlien kísérleteznek: először fadarabokat kell meggyújtania a gondolatával. Ezt könnyen teljesíti, de közben elveszti a kontrollt, és a kádban lévő víz is meggyullad. Hollister le van nyűgözve, és úgy döntenek Dr. Pynchottal, meg kell ölni Charlie apját, hogy ne használhassa fel ellenük a lányát. Tanakodás közben veszik észre, hogy Charlie eltűnt a nyitott ajtón át. Rainbird utánamegy és visszahozza a lányt. Andy már egy ideje nem szedi a gyógyszert, csak megjátssza a  kábaságot. Másnap újabb kísérletet hajtanak végre Charlien. Charlienak egy tűzálló téglából készült falat kell elégetnie, amit könnyedén teljesít. A tudósoknak eláll a szavuk. Rainbird azt kéri Hollistertől, hogy ha kiderül, amire kíváncsiak, akkor adja neki a kislányt, akit meg akar ölni. Hollister el akarja tenni láb alól Andyt, s hogy megtévessze,  azt mondja neki, hogy elengedik. Andy azonban gyanút fog és érzi, hogy az úton akarják megölni. A képessége ekkorra már visszatért, és meghipnotizálja Hollistert, így ő és a lánya is rajta lesz a helikopteren. Levelet ír Charlienak, hogy készüljön felaz aznapi szökésre. Charlie nagyon boldog, és elújságolja a jó hírt Johnnak is. 

Charlie erejéhez nem érnek fel a Műhely tagjai

John előre megy az istállóba, ahol Andy találkozna a lányával. Charliet az egyik ügynök hozza. Mikor megérkeznek, Charlie el akarja küldeni az ügynököt, de az nem akar elmenni, mert parancsot kapott. Ezért Charlie az erejéből megmutat egy kicsit, és az ügynök elmenekül. Ezután érkezik Andy és Hollister. Charlie örül nekik, és elmondja hogy a barátja, John is itt van . Az apja azt mondja Charlienak, hogy John rossz ember, és ő rabolta el őket. De John előbújik, és fegyverrel kényszeríti Charliet, hogy menjen fel hozzá az istálló felső szintjére, vagy lelövi az apját. Charlie engedelmeskedik, de mikor elindul felfelé  a létrán, Andy elkapja Charliet, és odaszól Hollisternek, hogy lője le Johnt. Hollister azonban elvéti a lövést,  és Rainbird lövi le Hollistert. Andy meghipnotizálja Rainbirdet, s arra utasítja, hogy ugorjon le a felső szintről. Miután leugrott, még van annyi ereje, hogy lelője Andyt. Charliet is le akarja lőni, de ő annyira feldühödik, hogy mikor Rainbird rálő,  a kilőtt golyó felrobban. Rainbirdet szénné égeti Charlie. Az apja, mielőtt meghalna, még jó tanácsokat ad Charlienak, és azt mondja neki, hogy bármi áron meneküljön el. A Műhely ügynökei megpróbálják feltartoztatni Charliet, de ő annyira dühös, hogy még a tűzálló ruhában lévő ügynököket is megégeti. Hatalmas tűzgolyókat lő, és így öli meg az ügynököket és a tudósokat. Hiába próbálják feltartóztatni Charliet, képtelenek rá, mert a golyók lepattannak róla. Charlie, miután megszökött, másnap visszamegy Irvinékhez a farmra.
|  | Itt a vége a cselekmény részletezésének! |